# فرمول ساختاری

فرمول ساختاری اسکلتی ویتامین ب۱۲

فرمول ساختاری(به انگلیسی: Structural formula) نوعی نمایش گرافیکی از فرمول شیمیایی است که علاوه بر نوع و تعداد اتم‌ها در یک ترکیب شیمیایی، چگونگی اتصال و تعداد پیوندهای شیمیایی بین اتم‌ها را نیز نشان می‌دهد. این نوع فرمول‌نویسی برای نشان دادن ترکیبات آلی و به خصوص تفاوت ایزومرها از اهمیت بالایی برخوردار است، زیرا ایزومرها دارای فرمول شیمیایی یکسان ولی ترتیب قرارگیری یا تعداد پیوندهای متفاوت هستند.

## ساختار لوویس

مقایسه ساختار لوویس مولکول هیدروژن با شکل واقعی مولکول

ساختار لوویس (به انگلیسی: Lewis structure) یا ساختار الکترون نقطه ساختاری برای نمایش مولکول یا یون در شیمی است که در آن عنصر را با نماد شیمیایی، الکترون‌های ظرفیتی ناپیوندی را با نقطه و پیوندها را با خط نمایش می‌دهند. در این ساختار بار قراردادی نیز نمایش داده می‌شود.

ساختار لوویس مولکول آب

## فرمول اسکلتی

فرمول اسکلتی یک داروی ضد افسردگی که در آن خطوط نشان دهنده پیوندهای شیمیایی، محل‌های شکست خطوط اتم‌های کربن است.

فرمول اسکلتی(به انگلیسی: Skeletal formula) روشی برای فرمول‌نویسی ترکیبات آلی است و در در آن از خطوط به عنوان پیوندهای شیمیایی و حروف به عنوان نماد شیمیایی عناصر استفاده می‌شود. ویژگی مهم این نوع فرمول‌نویسی، نمایش ندادن اتم‌های کربن و هیدروژن است چرا که این دو اتم در اکثر ترکیبات آلی وجود دارند. محل شکست خطوط در این روش محل اتم‌های کربن و انتهای پاره خط‌ها محل اتم‌های هیدروژن است. این ویژگی موجب می‌شود رسم این نوع ساختارهای شیمیایی سریع تر انجام شود که در مولکول‌های آلی بزرگ کارایی زیادی دارد.